# Seebergbach
Der Seebergbach, im Mittellauf Seewaldbach, im Oberlauf Chalchtobel genannt, ist ein etwa 4 Kilometer langer Gebirgsbach und ein rechter Zufluss der Lutz im Großen Walsertal im österreichischen Bundesland Vorarlberg, der im Bezirk Bludenz verläuft.

## Geographie

### Verlauf
Die Quelle liegt auf einer Höhe von 1997 m ü. A. nördlich der Blasenka, nordwestlich des Kamms zum Hochlicht, beide Berge gehören zur Zitterklapfengruppe des Lechquellengebirges. Das Gebiet gehört zur Gemeinde Fontanella. Bis zur Einmündung des Baribachs bei Gewässerkilometer 3 heißt der Bach Chalchtobel. Im Mittellauf heißt er Seewaldbach bis zur Einmündung des Faschinabachs bei Gewässerkilometer 1. Nur im letzten Kilometer heißt der Bach Seebergbach, hier bildet er die Grenze zwischen Lechquellengebirge und Bregenzerwaldgebirge. Die Mündung ist in der Gemeinde Sonntag, 1,4 km östlich des Dorfzentrums. Nur zwei Straßen queren den Bach, die Buchbodener Straße L90  mit der Seebergtobelbrücke, eine Landesstraße vom Dorfzentrum Sonntag nach Buchboden und weiter oben ein Güterweg zur Parzelle Seewald am Seewald See.

### Einzugsgebiet
Das Einzugsgebiet ist 9,08 km2 groß. Es wird umgrenzt entlang der Linie von Norden im Uhrzeigersinn Faschinajoch, Zafernhorn, Zaferafurka, Blasenka, Simonakopf, Parzelle Seeberg, Mündung, Fontanella Ortskern, Sonnenköpfle, Faschina-Skiköpfle, Glatthorn, Zwölfergrat, Zwölferköpfle, Hahnenkopf und Faschinajoch.

### Zuflüsse
- Baribach: rechts, 0,5 km
- Zafernbach, rechts, 0,95 km
- Faschinabach, rechts, 4,4 km

Das Seitental des Faschinabachs zum Faschinajoch ist die einzige Straßenverbindung zwischen Walgau und Bregenzerwald.

## Hochwasser
Nach Starkniederschlägen kommt es immer wieder zu Hochwasser. Der Bach und die gesamten Schluchten sind rote Gefahrenzonen. Es gibt daher zahlreiche Hochwasserschutzbauten. Durch die globale Erwärmung wird es im Alpenraum immer mehr und heftigere Starkregenereignisse geben.

## Naturschutz
Der Seebergbach liegt im UNESCO-Biosphärenpark Großes Walsertal. Die letzten zwei Kilometer des Baches, seine Schlucht und die angrenzenden Wälder sind als schützenswerte Biotope laut Biotopinventar Vorarlberg ausgewiesen: Faschinabach/Seewaldtobel und Wälder am Seebergbach mit Faschinabach und Seewald. 
Neben Fichten kommen noch Tannen, Ahorn, Eschen, Buche und Ulmen vor. Bachaufwärts sind oft sehr steile Schluchten. Die Seitenhänge sind bewaldet mit Unterwuchs aus Pfeifengras (Molinia caerulea), Bergreitgras (Calamagrostis v aria), und Wald-Zwenke (Brachypodium sylvaticum). Die Waldflächen sind immer wieder durchsetzt mit Rutschflächen, Felsabschnitten und Rasen. Die Schuttflächen werden von Pestwurzfluren besiedelt, an den Felsen wachsen neben einzelnen Bäumen und Sträuchern Farnfluren und Rasen mit Pfeifengras. Überall gibt es Quellflure und kleinere Gerinne. Die Wasseramsel deutet auf das Vorhandensein der typischen Bachbewohner hin. Durch die reiche Durchnischung ist das Gebiet besonders artenreich.
Die Schluchten sind praktisch unzugänglich, nur bei der Einmündung des Baribachs kreuzt ein Wanderweg von der Parzelle Seewald zur Bärenalpe den Bach.